# Damprenser
En damprenser er et rengøringsapparat eller rengøringenhed, der bruger en kedel til at varme vandhanevand til høje temperaturer (115-155C), hvilket producerer høvt tryk (flere atmosfærer) samt lavfugtighedsdampe (4 til 6% vand), hvilket muliggør rengøring, vask og i nogle tilfælde desinfektion og endda sterilisering af overflader samt hurtig tørring.

## Beskrivelse
Damprensning er en gammel teknologi, som længe har været brugt især inden for levnedsmiddel industrien. Først indenfor de seneste årtier er teknikken ved at vinde indpas i de private husholdninger.

## Metoden
Rent vand opvarmes i en lukket kedel til der er et tryk i kedlen på omkring 3-4 bar. Den indesluttede damp vil da have en temperatur på ca. 145 °C. Når det optimale tryk for maskinen er nået, frakobles varmelegemet. Den varme damp ledes gennem en slange og et rør og videre ud i et mundstykke meget lig en støvsugers, men hvorpå der er fastgjort en klud. Dampen optages i kluden som derved bliver varmet op til små hundrede grader, hvorefter den kan løsne snavs og fedtstoffer fra den flade man ønsker at rengøre. Man kan også sprøjte dampen direkte på fladen og derefter eftertørre med en klud. Da damprenseren ikke kan opsuge snavs, er kluden nødvendig for at fjerne den løsnede snavs. 

## Anvendelse
Da damprenseren kun bruger almindeligt rent vand, er den så at sige anvendelig overalt på overflader, hvor man normalt ville bruge vand og klud.

## Miljøet
Uden brug af kemikalier er damprenseren et meget miljøvenligt alternativ til rengøringsmidlerne, og de fleste allergikere vil kunne have fornøjelse af at bruge en damprenser i stedet for de konventionelle metoder. 